# Stepan Bandera
Stepan Andriyovych Bandera (ukrainsk: Степа́н Андрі́йович Банде́ра, polsk: Stepan Andrijowycz Bandera, 1. januar 1909 – 15. oktober 1959) var en ukrainsk politisk leder af den mest højreekstremistiske, ultranationalistiske og militante del af Organisationen af Ukrainske Nationalister (OUN). Denne bevægelse og fløj blev også kendt under navnet OUN-B (Bandera-fløjen).
Bandera blev født i byen Staryj Uhryniv i regionen Galicien, som på daværende tidspunkt var en del af Østrig-Ungarn. I forbindelse med Riga-freden i 1921 blev området en del af den 2. polske republik. Bandera var søn af en præst af den ukrainske græsk-katolske kirke, og voksede derfor op i et meget patriotisk og religiøst hjem. Han var fra en tidlig alder involveret i nationalistiske organisationer og blev i 1929 medlem af OUN.
Banderas synspunkter og holdninger er blevet beskrevet som værende formet af talrige højreekstremistiske ideologier og værdier, herunder er hans politik associeret med ultranationalisme, fascisme, racisme og antisemitisme. Han var yderligere fascineret af vold, som han mente, var den eneste vej til at etablere en ukrainsk stat. Bandera og hans tilhænger var også fortaler af selektiv avl, for på denne måde at skabe en "ren" ukrainsk race. Af disse årsager har flere historikere og iagttager også skildret lighederne mellem Banderas OUN-B og datidens nazistiske samt fascistiske ideologier – herunder særligt lighederne mellem deres antiliberalistiske, antikommunistiske, totalitære og antisemitiske holdninger, samt deres anvendelse af fascistiske hilsner og Førerprincip. Bandera afviste samtidig enhver form for samarbejde med dem, der regerede de ukrainske områder: om det så var de polske eller sovjetiske myndigheder. Bandera anså Rusland som den største modstander, men tolererede samtidig heller ikke polakkerne.
Bandera blev i 1934 dømt til døden for sin involvering i mordet på Polens indenrigsminister Bronisław Pieracki, men dette blev efterfølgende omgjort til livsvarigt fængsel. Han blev løsladt fra fængslet i 1939 efter invasionen af Polen. Bandera havde efterfølgende forbindelse til og støtte fra Gestapo og de nazistiske efterretningstjeneste, da disse anså OUN-B som en nyttig organisationer, der kun anvendes til at undergrave Sovjetunionen indefra.
Blot en dag efter Nazityskland invasion af Sovjetunionen, d. 23. juni 1941, sendte Bandera et brev til Hitler, hvori han argumenterede for et uafhængigt Ukraine. Den 30. juni 1941, med de nazistiske troppers ankomst til Ukraine, udformede Bandera og OUN-B en deklaration, hvori de erklærede en uafhængig ukrainsk stat ("Act of Renewal of Ukrainian Statehood"). I deklarationen fremgik en lovning om, at den nye ukrainske stat ville samarbejde med Nazityskland under Hitlers ledelse, ligesom deklarationen blev afsluttet med en hyldest til Hitler: "Ære til den heroiske tyske hær og dens fører, Adolf Hitler". Bandera havde forventet, at det nazistiske regime ville anerkende et uafhængigt fascistisk Ukraine som en allieret til aksemagterne, hvilket viste sig ikke at holde stik, idet tyskerne afviste proklamationen. Bandera blev derfor efterfølgende sendt i husarrest og senere arresteret af Gestapo.
Efter krigen bosatte Bandera sig med sin familie i Vesttyskland, hvor han forblev lederen af OUN-B og arbejdede med adskillige antikommunistiske organisationer, ligesom han også samarbejdede med de amerikanske og britiske efterretningstjenester. Fjorten år efter krigens afslutning blev Bandera myrdet i 1959 af KGB-agenter i München, Vesttyskland.
Bandera er i dag en yderst kontroversiel person i Ukraine. Flere ukrainere –  særligt i Vestukraine – hylder ham som en helt, en martyr og en befrielseskæmper, mens andre ukrainere – særligt i Syd- og Østukraine – fordømme ham som en fascist og nazi-kollaboratør, der sammen med sine tilhængere var ansvarlig for flere massakre på polske, jødiske og andre civile.
Den 22. januar 2010 tildelte Ukraines daværende præsident, Viktor Jusjtjenko, Bandera en posthume titel som værende "Helt af Ukraine". Europa-Parlamentet, Rusland, Polen og jødiske politikere og organisationer fordømte alle denne hæderstitel. Præsident Viktor Janukovitj, som tiltrådte blot en måned senere, erklærede prisen ulovlig, da Bandera aldrig havde været statsborger i Ukraine, hvilket var en nødvendighed for at få prisen. Denne annullering blev stadfæstet af en domstolsafgørelse i april 2010. I januar 2011 blev prisen officielt annulleret. Et forslag i august 2019 om at give prisen til Bandera på ny blev afvist af det ukrainske parlament.